# Haloformová reakce
Haloformová reakce je chemická reakce, při které se vytváří haloform (CHX3, kde X je halogen) postupnou halogenací methylketonů (RCOCH3, kde R je vodík, alkyl nebo aryl), za přítomnosti zásady. Pomocí této reakce lze převést acetylové skupiny na karboxylové nebo získat chloroform (CHCl3), bromoform (CHBr3) či jodoform (CHI3).
Fluoroform (CHF3) se takto připravit nedá.

## Mechanismus
V prvním kroku se halogen za přítomnosti hydroxidu disproporcionuje na halogenid a halogenan:
Pokud je přítomen sekundární alkohol, tak jej halogenan oxiduje na keton.
Za přítomnosti methylketonu dojde k jeho tříkrokové reakci s halogenanem:
1. V zásaditém prostředí se keton tautomerizuje. Enolát je elektrofilně atakován halogenanem.
2. Po úplné halogenaci pozice α molekula projde nukleofilní acylovou substituční reakcí s hydroxidem, kde je odstupující skupinou −CX3, stabilizovaná třemi skupinami odtahujícími elektrony. Ve třetím kroku anion −CX3 odštěpí proton z rozpouštědla nebo karboxylové kyseliny a utvoří haloform. V některých případech lze tuto reakci zastavit a izolovat meziprodukt (chloralhydrát), pokud probíhá v kyselém prostředí a s použitím halogenanu.

## Rozsah
Substráty jsou omezeny na methylketony a sekundární alkoholy, které na ně lze oxidovat, jako je například isopropylalkohol. Jediným primárním alkoholem zapojitelným do haloformová reakce je ethanol a aldehydem acetaldehyd. Haloformových reakcí se mohou účastnit i 1,3-diketony, jako je acetylaceton, a β-ketokyseliny, například kyselina acetyloctová. Acetylchlorid a acetamid nereagují. Halogenem může být chlor, brom, nebo jod.
Tvorba fluoroformu (CHF3) tímto způsobem není možná, protože by vyžadovala přítomnost značně nestabilního fluornanového iontu; ketony odpovídající obecnému vzorci RCOCF3 se ovšem zásadami štěpí na fluoroform; tento proces odpovídá druhému a třetímu kroku výše uvedené reakce.

## Použití

### V laboratoři

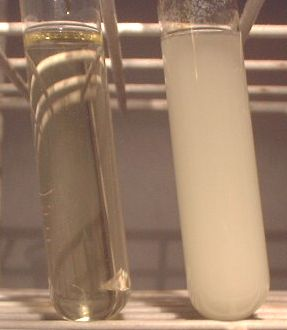
Negativní a pozitivní jodoformová reakce

Haloformová reakce je základem jodoformové reakce, používané k důkazu přítomnosti methylketonu nebo sekundárního alkoholu oxidovatelného na methylketon. Při použití jodu a hydroxidu sodného se reakcí vytvoří jodoform, který je za pokojové teploty pevný a vysráží se za tvorby zákalu.
V organické chemii ji lze použít na přeměnu koncového methylketonu na příslušnou karboxylovou kyselinu.

### V průmyslu
Haloformová reakce se používala na průmyslovou výrobu jodoformu, bromoformu a chloroformu.

### Vedlejší produkt chlorování vody
Chlorování vody může vést ke tvorbě haloformů, pokud voda obsahuje určité nečistoty, jako jsou například huminové kyseliny).
Existují obavy že tyto reakce mohou vytvářet karcinogenní sloučeniny v pitné vodě.

## Historie
Haloformová reakce je jednou z nejdéle známých organických reakcí. V roce 1822 přidal Georges-Simon Serullas kovový draslík do roztoku jodu v ethanolu a vodě, přičemž vznikly mravenčan draselný a jodoform. Roku 1832 popsal Justus von Liebig reakci chloralu s hydroxidem vápenatým na chloroform na mravenčan vápenatý. Reakci znovuobjevil Adolf Lieben v roce 1870. Jodoformová reakce bývá také nazývána Liebenovou haloformovou reakcí.